# ヌールッタ駅

ヌールッタ駅 (英語:Nurlutta railway station)は、オーストラリア南オーストラリア州ソールズベリー市にあるアデレード・メトロゴーラー線の駅である。アデレード駅より21.5キロメートル (13.4 mi)離れている。

## 周辺
駅周辺にはペンフィールドゴルフクラブやソールズベリー高校、北ソールズベリーR-7小学校が存在する。

## 歴史
ヌールッタ駅は1950年に開通した。当初駅には全長91mのプラットフォームと小さい待合室が供えられていた。
1976年までヌールッタ駅は、アデレードの鉄道の中で踏切の両側にプラットフォームのある唯一の駅であった。線路と交差するコマーシャル通りの"開かずの踏切"状態を防ぐために、現在ゴーラー線の列車はヌールッタ駅に停車する前に踏切を渡しきるよう指導されている。この工夫はキルバーン駅やムノーパラ駅でも適用されている。

## 行き先
| プラットフォーム | 方向                      |
| ---------------- | ------------------------- |
| 1番線            | ゴーラー駅/ゴーラー中央駅 |
| 2番線            | アデレード駅              |